# Ana Néri
Ana Justina Ferreira Neri, más conocida como Anna Nery o Anna Neri (Cachoeira, 13 de diciembre de 1814 — Río de Janeiro, 20 de mayo de 1880) fue una enfermera brasileña, pionera de la enfermería en Brasil.

## Biografía
Era la hija de José Ferreira de Jesus y Luísa Maria de las Virgens, Anna Justina Ferreira nació en Cachoeira, en Bahía, un 13 de diciembre de 1814.
En 1837 contrajo nupcias con el Capitán de fragata Isidoro Antônio Nery  y tuvieron tres hijos: Justiniano Nery, Antônio Pedro Nery y Isidoro Antônio Nery Hijo. Su esposo falleció en 1843.
Dos  de sus hijos fueron oficiales del ejército, y al irrumpir la guerra de la Triple Alianza en diciembre de 1864, siguieron ambos al campo de lucha, acompañados del tío, el Mayor Maurício Ferreira, hermano de Anna. Anna requirió, entonces, al gobernador del Estado de Bahía, el consejero Manuel Pinho de Sousa Dantas, que le fuera facultado acompañar a los hijos y al hermano durante los combates, o, que al menos, ella pudiera prestar servicios en los hospitales del Río Grande del Sur. Aceptado lo pedido, Anna partió de Salvador, incorporada al décimo batallón de voluntarios en agosto de 1865, en calidad de enfermera.
Durante toda la campaña, prestó servicios ininterruptos en los hospitales militares de Salto (Uruguay), Corrientes,  Humaitá y Asunción, así como en los hospitales del frente de operaciones. Vio morir en la lucha uno de sus hijos.
Terminada la guerra, regresó a su ciudad natal, donde le fueron prestados homenajes. El gobierno imperial le confirió la Medalla General de Campaña y la Medalla Humanitaria de primera clase.
Ferreira Neri falleció en Río de Janeiro a los 66 años de edad, el 20 de mayo de 1880.

## Reconocimientos y homenajes

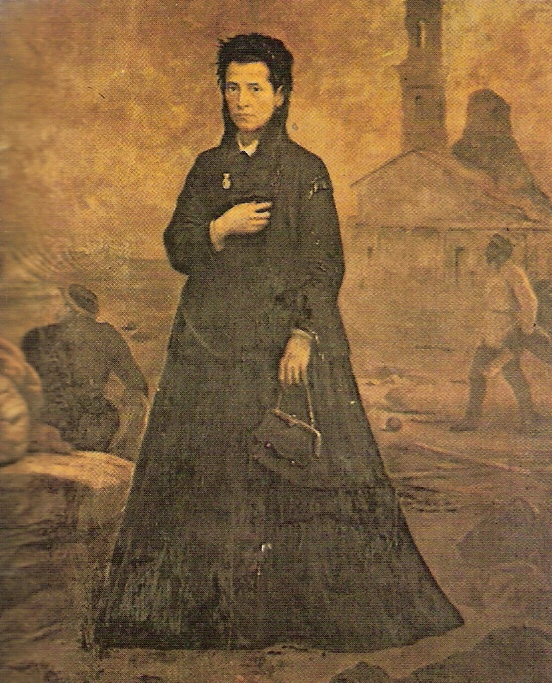
Retrato de Ana Néri. Ayuntamiento de Salvador.

En su homenaje fue denominado, en 1923, Anna Nery, la primera escuela oficial brasileña de enfermería normalizada.
En 1938, Getúlio Vargas, firmó el Decreto n.º 2.956, que instituía el "Día del Enfermero", a ser celebrado el 12 de mayo, debiendo en esta fecha ser prestadas homenajes especiales a la memoria de Anna Ferreira Neri, en todos los hospitales y escuelas de enfermería del país.
En 2009, por la Ley n.º 12.105, de 2 de diciembre de 2009, Anna Justina Ferreira Nery entró al libro de los Héroes de la Patria, depositado en el Panteón de la Libertad y de la Democracia, en Brasilia - Distrito Federal.
Además de los incontables homenajes que Ana Ferreira Neri recibió, la Empresa Brasileña de Correos y Telégrafos lanzó un sello conmemorativo con su busto en una serie de personalidades femeninas con relieve histórico.